# Ljut Sveneldič
Ljut (in russo Лют Свенельдич?, Ljut Svenel'dič; ... – 975) era il figlio del voivoda di origine variaga Sveneld, in servizio a Kiev, e il fratello di Mistyša.
Partecipò con successo alle campagne militari di Svjatoslav I di Kiev, ma venne ucciso durante una battuta di caccia da Oleg, figlio del Gran Principe Svjatoslav.

## Il conflitto politico interno alla Rus' di Kiev
Come afferma la Cronaca degli anni passati, nel 975 ebbe luogo il primo conflitto sanguinoso all'interno della Rus' di Kiev.
Ecco come esse viene descritto (in slavo ecclesiastico e in traduzione libera in italiano):
La questione se l'omicidio di Ljut fosse stato pianificato rimane irrisolta. Per esempio, lo storico polacco Jan Długosz, dopo aver studiato le cronache del XV secolo, non parla di omicidio doloso, ed evidenzia che la tensione tra i figli di Svjatoslav I di Kiev si creò perché ciascuno di loro voleva ampliare i propri territori.
In effetti, l'omicidio di Ljut fu per Jaropolk I di Kiev la "giusta causa" per dichiarare guerra al fratello Oleg allo scopo di impossessarsi dei suoi ricchi territori. Oleg Svjatoslavič morì nel 977, combattendo in ritirata contro l'esercito di Jaropolk: davanti alla porta chiusa della città di Ovruč Oleg cadde dal ponte e venne schiacciato da altri militari e cavalli precipitati. 
Molte cronache, citando la Cronaca degli anni passati, affermano che Jaropolk, piangendo, estrasse il corpo del fratello dall'ammasso di cadaveri e disse a Sveneld: «Guarda, tu hai voluto questo!». Sveneld, secondo la Cronaca, istigava in continuazione Jaropolk alla conquista dei territori del fratello.
La Cronaca di Perejaslavl', al contrario, afferma, che il knjaz Jaropolk, piangendo, avesse esclamato: «Sono stato io a metterli l'uno contro l'altro durante la caccia!»; ciò fa pensare che Ljut fosse in lite con Oleg per i territori di caccia.
Lo storico russo Boris Rybakov afferma che Oleg fu il primo knjaz che apertamente entrò in conflitto con uno dei più potenti capi variaghi sul territorio della Rus' di Kiev.

## Toponomastica
In memoria di Ljut, nel luogo in cui fu ucciso, nel 975 venne fondata la località di Ljutiž (in ucraino Лютіж?).

## Fonte
- Литературный памятник нельзя рассматривать вне времени, su pereswet.narod.ru.